# Walzerkönig
Walzerkönig (né le 25 mars 1979, mort en 2000) est un cheval hongre allemand alezan, appartenant au stud-book Hanovrien, monté en saut d'obstacles par Franke Sloothaak. 

## Histoire
Il naît le 25 mars 1979 à l'élevage de Wilhelm Dameier, à Petershagen en Allemagne. Il est monté par Franke Sloothaak

## Description
Walzerkönig est un hongre de robe alezan, inscrit au stud-book du Hanovrien.

## Palmarès
Son plus grand succès est la médaille d'or en 1988 avec l'équipe allemande, aux Jeux olympiques de Séoul.

## Origines
C'est un fils de l'étalon Watzmann.